# Petr Mandl
Petr Mandl (5. listopadu 1933 – 24. února 2012) byl český matematik a výrazná postava oboru pojistná matematika a pravděpodobnost. Má zásadní podíl na rozvoji oboru a na znovuzaložení aktuárské společnosti v Čechách.

## Život
Petr Mandl se narodil 5. listopadu 1933 se v Plzni do rodiny manželů Mandlových. Ti žili v Plzni ve svazku manželském od 2. července 1930, kdy byli (rovněž v Plzni) oddáni. Otec Petra Mandla byl český advokát, vysokoškolský pedagog a právní teoretik Vladimír Mandl, který jako první na světě formuloval principy kosmického práva. Matkou Petra Mandla byla Bohumila Mandlová (rozená Charvátová; * 5. dubna 1907 Plzeň).
Po složení maturitní zkoušky na reálném gymnáziu v roce 1951 pracoval Petr Mandl jeden rok v Západočeských papírnách, neboť nebyl doporučen ke studiu na vysoké škole.
Po absolvování specializace matematická statistika na Matematicko-fyzikální fakultě Univerzity Karlovy v roce 1957 byl zaměstnán v Matematickém ústavu ČSAV. Kandidátskou práci obhájil v roce 1961 a přešel na místo vědeckého pracovníka do Ústavu teorie informace a automatizace Československé akademie věd (ČSAV).
Jeho spolupráce s MFF UK začala v roce 1974, kdy vedl přednášku Stochastické integrály a jejich aplikace. Přednášku shrnul ve stejnojmenném učebním textu. Na ni navázal vědeckým seminářem z teorie náhodných procesů, který vedl do roku 1990.
Od roku 1978 pracoval na MFF UK jako vedoucí vědecký pracovník. Za dosažené výsledky mu byla v roce 1967 udělena vědecká hodnost doktora fyzikálně-matematických věd a titul DrSc. a to v jeho pouhých 34 letech.
V roce 1992 habilitoval. V roce 1993 byl jmenován profesorem. V letech 1992–1999 se stal vedoucím nově vzniklého oddělení finanční a pojistné matematiky na MFF UK. V roce 1998 byl na návrh vědecké rady jmenován emeritním profesorem Univerzity Karlovy.

## Dílo
- Analytical treatment of one-dimensional Markov processes. Grundlehren der mathematischen Wissenschaften in Einzeldarstellungen mit besonderer Berücksichtigung der Anwendungsgebiete 151. Prague, Academia; Berlin, New York Springer, 1968, 192 s.
- Stochastické integrály a jejich aplikace. Praha, UTIA ČSAV, 1976, 209 s.
- Podmínky optimality řízených náhodných procesů. Praha, Jednota čs. matematiků a fyziků, 1979, 68 s.
- Pravděpodobnostní teorie řízení. Praha: Státní pedagogické nakladatelství, 1981, 145 s.
- Pravděpodobnostní dynamické modely. Praha, Academia, 1985, 181 s.
- Řízení a regulace (Praha : Karolinum, 1993) 83 s.
- společně s Lucií Mazurovou a Monikou Šťástkovou (ed.), Seminář z aktuárských věd, 11 ročníků, (Matfyzpress, Praha, 1999-2009)
- Pojistně technická finanční analýza (Praha : Matfyzpress, 1999) 57 s.
- s Lucií Mazurovou: Matematické základy neživotního pojištění (Praha : Matfyzpress, 1999) 113 s.
- Účetní výkaznictví pojištoven pro matematiky (Praha : Matfyzpress, 2009) 59 s.
- s Lucií Mazurovou a Ivou Justovou, Matematika a řízení rizik 2009/10 (Praha : Matfyzpress, 2010) 167 s.